# Batalha de Junín
A batalha de Junín foi um combate militar da Guerra de Independência do Peru, travado nas montanhas da região de Junín em 6 de agosto de 1824. Em fevereiro do mesmo ano, os monarquistas já tinham recuperado o controle de Lima e se reagruparam em Trujillo. Em junho, Simón Bolívar levou suas forças rebeldes até o sul para enfrentar os espanhóis comandados pelo Marechal de campo José de Canterac. Os dois exércitos se encontraram na planície de Junín, no noroeste do Vale de Jauja.
Bolivar (com 8 000 soldados), com pressa para tentar suprimir a retirada monarquista (8 000 soldados) em direção a Cusco, enviou sua cavalaria (1 000 soldados) para impedir o movimento de tropas espanholas para fora da planície de Junin. Os espanhóis enviaram sua cavalaria de 1 300 soldados para romper a cavalaria patriota que se aproximava e dar tempo a Canterac para que ele retirasse a sua infantaria da planície.
A planície é um terreno pantanoso perto do lago Junin e as tropas patriotas estavam tentando se organizar para a batalha, quando foram atingidas pela carga da cavalaria espanhola e recuaram em confusão.

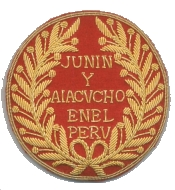
Escudo concedido aos oficiais que participaram da Campanha do Peru em 1823-24.

Entretanto, o comando espanhol perdeu um esquadrão de granadeiros colombianos comandados por Felipe Braun, que conseguiu formar e comandar a retaguarda da cavalaria espanhola. O fato inesperado obrigou a cavalaria espanhola a abandonar suas armas e recuar em direção ao amparo da sua infantaria, que já havia desocupado a planície. A batalha durou cerca de uma hora, e envolveu confrontos corpo a corpo com lanças e espadas.
Como havia apenas uma cavalaria de batalha, armas de fogo não foram usadas.
Apesar desta batalha ser considerada como uma escaramuça, este enfrentamento militar engrandeceu muito o moral dos independentistas vitoriosos, com uma primeira vitória no Peru. A retirada das tropas de Canterac após a derrota em Junin foi implacável e deserções das tropas monarquistas peruanas para os patriotas aumentaram consideravelmente. Eventualmente, o vice-rei do Peru, José de la Serna e Hinojosa, teve que intervir como comandante das forças espanholas para tentar restaurar o moral. Otto Philipp Braun (Felipe Braun) tornou-se o "herói de Junín".